# خوزه خسوس ماس
خوزه خسوس ماس (انگلیسی: José Jesús Mesas؛ زادهٔ ۲۴ دسامبر ۱۹۶۸) بازیکن فوتبال اهل اسپانیا است.
از باشگاه‌هایی که در آن بازی کرده‌است می‌توان به باشگاه فوتبال اسپورتینگ خیخون اشاره کرد.